# Andreasbrunnen (Freising)

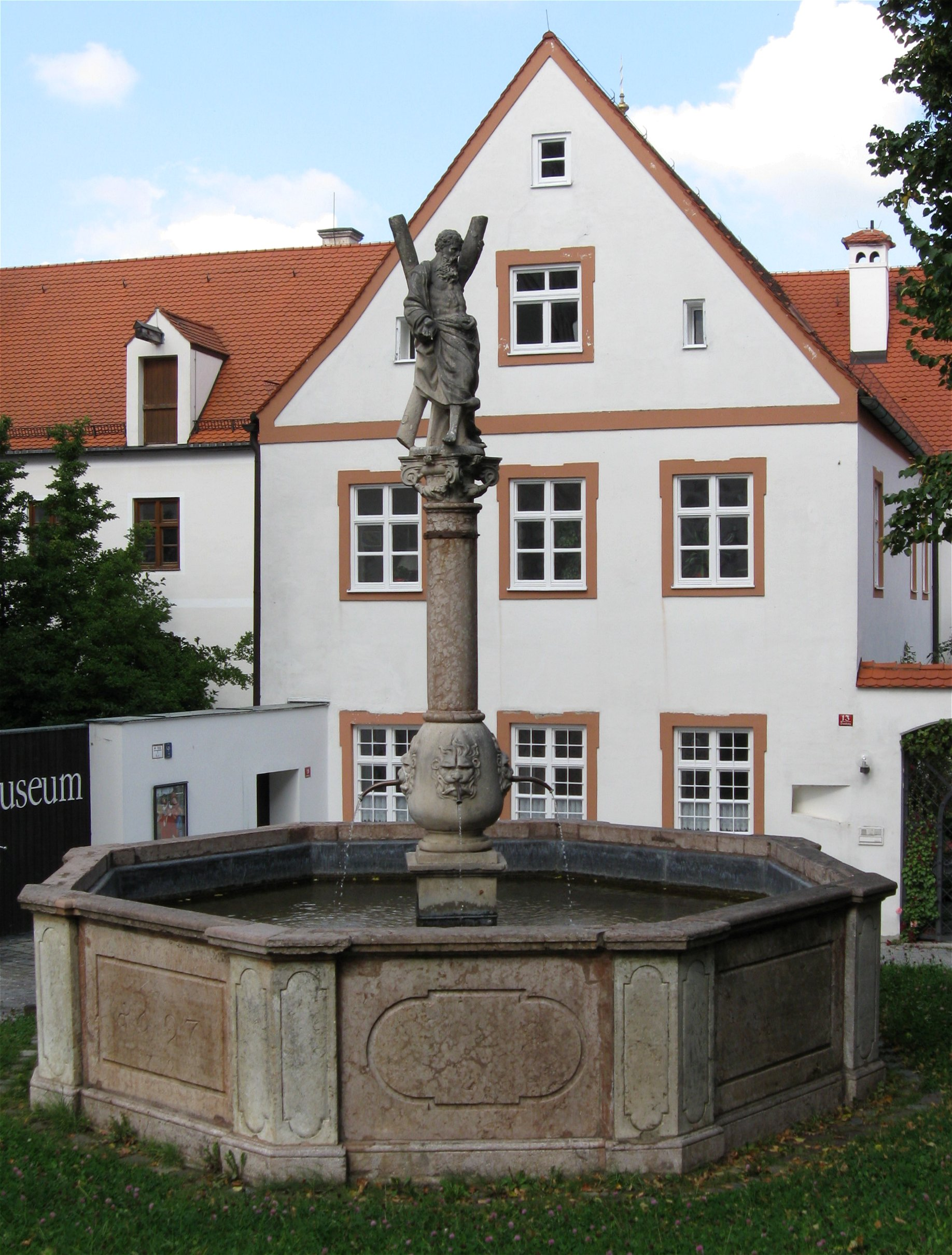
Andreasbrunnen

Der Andreasbrunnen ist eine Brunnenanlage auf dem westlichen Domberg in Freising (Oberbayern). Er wurde 1697 unter Fürstbischof Johann Franz Eckher von Kapfing und Liechteneck vor der Andreaskirche im Stil des Barock errichtet. Die Apostelskulptur stammt aus der Werkstatt des Münchener Bildhauers Franz Ableithner.
Die Anlage besteht aus einem achteckigen Brunnenbecken aus Untersberger Marmor. In der Mitte des Beckens ragt eine zwei Meter hohe Säule ionischer Ordnung aus Ruhpoldinger Marmor empor. Sie ist bekrönt von einer fein gearbeiteten Steinfigur des Apostels Andreas am Kreuz. Gespeist wird der Brunnen aus dem Relief von fünf Löwenköpfen am Fuß der Säule.
Hinter dem Brunnen wurde 1868 das Erzbischöfliche Knabenseminar errichtet, in dem das Diözesanmuseum untergebracht ist.